# Il figlio di Ramses
Il figlio di Ramses, detta anche La grande saga di Setna, il figlio di Ramses (edito in Francia come Les Enquêtes de Setna) è una tetralogia di romanzi di Christian Jacq che narra le vicende di Setna, figlio del faraone Ramses II, e della sua fidanzata Sekhet, entrambi impegnati nella ricerca del "Vaso di Osiride" rubato da un mago che sta cercando di stravolgere l'ordine in Egitto. La serie venne edita in Francia tra il 2014 e il 2015 e in Italia nel 2016, editi dalla Tre60. I libri sono inoltre raccolti in un unico volume disponibile a partire da novembre 2016.

## Elenco dei libri
1. La tomba maledetta (La Tombe maudite, 2014) (Tre60, 2016 - Tea, 2017)
2. Il libro proibito (Le Livre interdit, 2015) (Tre60, 2016 - Tea, 2017)
3. Il ladro di anime (Le Voleur d'âmes, 2015) (Tre60, 2016 - Tea, 2017)
4. La città sacra (Le Duel des mages, 2015) (Tre60, 2016 - Tea, 2017)

## Sinossi dei libri

### La tomba maledetta
Il libro si apre con il Vecchio, tutore della giovane Sekhet, che esce di notte dalla vigna di cui è proprietario e assiste a un oscuro rituale nel deserto: un gruppo di profanatori trafuga una tomba e ne ruba il Vaso di Osiride, il segreto della vita e della morte. Subito dopo, il loro capo uccide tutti i suoi seguaci utilizzando il potere dell'artefatto, e il Vecchio scampa a morte certa tornando di corsa a casa.
Nella Nubia in rivolta, il Faraone Ramses II parte in testa al suo esercito, seguito tra gli altri dai figli Ramesse, un abile ma arrogante generale, e Setna, scriba reale nobile d'animo, a sua volta accompagnato dal suo amico Ched; Circondati dagli egizi, i ribelli tentano di contrattaccare tramite uno stratagemma, ma Setna e Ched aiutano prontamente gli egizi a sconfiggere i ribelli, riportando così la pace nella regione. Di ritorno in Egitto, Setna fa la prima conoscenza con Sekhet, figlia del futuro ministro dell'agricoltura Keku, e seppure si conoscano per poco, tra loro inizia a scattare la scintilla amorosa. Intanto, un poliziotto di nome Resi, insospettito dal ritardo di vari suoi dipendenti, giunge alla tomba al capo di una spedizione e scopre per primo la tomba profanata; dopo un'esplorazione più profonda a fianco del governatore di Menfi, entrambi constatano che un mago nero è riuscito a rubare il Vaso di Osiride, diventando ora anche più potente del Faraone. La notizia si diffonde ben presto in tutto l'Egitto, e i sacerdoti si mettono all'opera per aiutare spiritualmente il popolo e soprattutto la famiglia reale a scongiurare la catastrofe.
Ben presto, Setna, che diverrà nuovo sacerdote di Ptah, e Sekhet, ora sacerdotessa di Sekhmet, si innamorano sempre di più, ma Ramesse sarà preso dalla gelosia quando scopre la loro tresca amorosa, essendo anche lui innamorato della ragazza. Il giovane generale viene però assegnato in una squadra con Ched e tre suoi compagni fidati, di nome Nemo, Ugge e Ruti, e alla quale si uniranno poi Setna e Sekhet, col compito di investigare sul mistero della tomba maledetta. Saltano fuori i due nomi siriani di Irsu e Kalash, ma, durante un'ispezione, Ugge viene ferito gravemente da una terribile magia, e lo salva solo l'intervento dei suoi compagni e la guarigione per mano Sekhet. Il gruppo viene poi a sapere che Irsu è sparito e che l'assassino Kalash è ancora a piede libero, e decide di seguirlo.
Il Calvo, prima di morire, dona al suo allievo Setna un amuleto a forma di leone come portafortuna. Keku rivela invece alla figlia di essere lui il mago nero, e cerca di irretire la sua stessa figlia per distruggere il Faraone e governare insieme: grazie al Libro dei Ladri, datogli dal suo complice Kalash, si è infatti intrufolato nella tomba maledetta e ha quindi rubato il Vaso di Osiride, e ora sta cercando di convincere la sua unigenita a seguirlo nel suo folle piano di usare il Vaso per seminare la morte nel mondo intero. Sekhet rifiuta, e sfugge a un tentativo di assassinio con l'aiuto del Vecchio, con il quale si rifugia nell'abitazione di una signora, preparandosi ad affrontare il mago nero suo padre.

### Il libro proibito
Sekhet, il suo cane nero Geb e il suo tutore il Vecchio riescono a sfuggire da Keku, il mago nero padre della ragazza che ha trafugato il Vaso di Osiride, e si rifugiano in una casa di contadini. Sekhet trova poi rifugio dalla Superiora a sud di Menfi, dalla quale supera un rituale in onore di Sekhmet e riceve una benda rossa, il tessuto della leonessa divina, modellata dalle sette fate. I fratelli Setna e Ramesse decidono di andare a cercarla, ma i loro rapporti restano comunque pessimi, in quanto entrambi amano la stessa donna. Ched e i suoi compagni Ugge, Ruti e Nemo sfuggono a un'imboscata a Tebe e tornano a Menfi, dove trovano Kalash e, usando un suo sottoposto come esca, tentano invano di catturarlo. Infiltratosi nella villa di Keku, Ugge scopre poi i rapporti tra Keku e Kalash, che rivelano che Sekhet si è rifugiata nel villaggio delle Gazzelle, a sud di Menfi. Keku attira Ugge e Ruti verso un falso Vaso di Osiride, e riesce anche a trovare il modo di pedinare il generale Ramesse, rintracciandolo tramite il bracciale che lui stesso gli aveva donato poco tempo prima impregnato della magia nera.
Setna raggiunge intanto il Vecchio e il suo asino Vento del Nord, e il trio si dirige alla tomba maledetta profanata dal mago nero, per accedere alla quale ottengono l'approvazione della Sfinge a Giza. Giunto alla tomba, Setna scopre dell'esistenza del libro di Thoth, contenente formule efficaci per contrastare la magia nera e nascosto in un luogo supremo. Il governatore di Menfi viene invece assassinato da Kalash, e il Vecchio viene accusato del delitto, salvo poi farsi scagionare da Setna. Quest'ultimo interroga poi il sommo sacerdote di Ptah e l'archivista; quest'ultimo, pagato da Kalash, tenta di farlo uccidere dandogli una falsa ubicazione del Libro di Thoth, sostenendo che sia in mano al sacerdote Neferkaptah. Arrivato alla necropoli di Menfi, Setna viene sfidato da una mano invisibile al gioco del senet, dove in palio vi è la vita; Setna riesce a vincere con grandi difficoltà, ma amareggiato di essere comunque caduto in una trappola interroga di nuovo l'archivista, il quale gli confessa di essere stato corrotto dal siriano Kalash e che il Libro di Thoth si trova in mezzo al fiume, a Copto, in una serie di scrigni. Setna riesce a trovare il libro di Thoth nonostante le varie trappole, poi ne ricopia le due formule, intinge il papiro nella birra, lo fa dissolvere in una brocca d'acqua e beve l'acqua stessa: bevendo il libro, Setna può ora percepirne la portata e ricordarsene le formule. Ma durante il ritorno a casa, una terribile corrente fa ribollire il Nilo, e subito i marinai, ritenendo Setna il responsabile dell'imminente disastro avendo lui assorbito il libro di Thoth, lo gettano in acqua. La triste notizia della morte di Setna viaggia così in tutta la terra dei Faraoni... ma Sekhet è spontaneamente convinta che il principe sia ancora vivo.

### Il ladro di anime
Gettato nel fiume Nilo nel libro precedente dai marinai che intendevano calmare la tempesta che imperversava il Nilo, secondo loro scaturitasi dal Libro di Thoth da lui assorbito, Setna riesce faticosamente a mettersi in salvo e viene raggiunto da una donna dall'aspetto meraviglioso di nome Fiore. Il giovane si fa dunque ospitare in casa sua, ignaro però che Fiore intende ucciderlo e strappargli il segreto del Libro di Thoth, oltre che del Vaso di Osiride, in modo da ottenere poteri immensi. La coppia si dirige a Bubastis, dove Setna intende integrarsi tra i sacerdoti, perlustrare il sito e carpirne i segreti, e in poco tempo i due riescono a scoprire i segreti di quello che dovrebbe essere il Vaso di Osiride. Setna viene però circondato da alcuni poliziotti, che lo ritengono un ladro, ma Fiore lo "salva" mostrando per la prima volta i suoi veri poteri demoniaci. La stessa notte, Fiore tenta inutilmente di irretirlo un'ultima volta, e al rifiuto del giovane s'infuria e mostra la sua vera natura demoniaca; grazie a una preghiera, Setna si catapulta nel mondo degli dei, dove vede Thoth che lo perdona per il gesto in quanto il ragazzo ha saputo meritarsi la sua clemenza. Il giovane riceve un testo e ritorna nel mondo dei vivi, dove Fiore prende possesso del Libro di Thoth ma, dimostrandosi indegna di impugnarlo, viene avvolta dalle fiamme e muore. Setna riesce a scappare dalla trappola finale di Fiore, ma viene preso da due poliziotti che lo credono complice del furto di due collane rituali e degli amuleti, di cui Fiore è responsabile; il giovane li convince a portarlo al tempio di Bubastis, e davanti alla Superiora che lo interroga dimostra la sua innocenza scrivendo le due formule del Libro di Thoth; libero, Setna si dirige finalmente verso Menfi.
Intanto, convinta che Setna sia ancora vivo e di nuovo accompagnata dal Vecchio, Sekhet cerca di ottenere aiuto dalle autorità, comandate da Sobek, e tenta invano di convincere Ramesse che Setna è ancora vivo e che suo padre Keku è il mago nero che ha rubato il Vaso di Osiride; viene intanto accettata dalla Superiora ai misteri di Sekhmet, in modo da ottenere nuovi poteri magici. Intanto Kalash è però riuscito a rintracciarla e si sta muovendo sulle sue tracce, ma il quartetto di Ched, Ugge, Nemo e Ruti riesce a catturarlo e arrestarlo nonostante le varie difficoltà; tempo dopo, i quattro rivedono Setna, ancora vivo e vegeto, insieme al Vecchio e a Vento del Nord, e si riuniscono tutti con l'intento di raggiungere Sekhet. Ma tutti loro sono ignari che Keku, il mago nero, li sta osservando.

### La città sacra
Rimasta sola nella casa dove si trova, Sekhet viene attirata in una trappola da un messaggero, che si rivela al servizio di Keku, il malvagio mago nero suo padre; catturata, viene ricondotta alla sua villa, da lui trasformata in una fortezza, e il padre tenta inutilmente di convincerla a seguirlo. Il Vecchio si dispera per questa perdita, ma anche lui vede Setna vivo, come era accaduto per Ched, i suoi tre mercenari e Sobek il protettore. Ramesse raggiunge la villa di Keku prima di loro, ma il resto del gruppo lo raggiunge in tempo prima che vi si avvicini e gli rivelano che Keku è davvero il mago nero e che vuole usare l'anima della sua stessa figlia per usare il Vaso di Osiride come arma di distruzione; nonostante il forte scetticismo di Ramesse, questi è infine costretto a credergli quando il nodo di Iside fa capire a tutti che il motivo per cui Keku è sempre stato un passo avanti rispetto ai protagonisti è proprio il bracciale che lui ha dato a Ramesse, in modo da spiarlo e anticipare ogni sua mossa. Capendo di essere stato scoperto, e dopo aver ripreso la figlia che tentava di fuggire, Keku la rinchiude in una cisterna dalla quale la sua anima sarà lentamente strappata, ma la giovane resiste grazie alle magie imparate dai misteri di Sekhmet. Prima di assediare la dimora di Keku, i tre compagni di Ched scoprono tutti i traditori che intendono sabotare l'attacco; la sanguinosa battaglia seguente termina in una vittoria egizia nonostante le gravi perdite. Setna riesce a recuperare e a riportare Sekhet nel mondo dei vivi, ma Keku, prima di fuggire, tenta di colpirlo col suo pugnale avvelenato. Ramesse si frappone e viene colpito lui al posto del fratello, per poi morire poco dopo sotto gli occhi dei due sposi, non prima di riconoscere la gelosia che lo ha portato in contrasto con il fratello e permettere che lui e Sekhet siano liberi di sposarsi.
Subito Keku riesce a trovare dei nuovi seguaci, con i quali libera Kalash che si rimette al suo servizio. Dopo che Setna sventa un attentato contro il Faraone suo padre, Ched e i suoi tre mercenari si dirigono verso il covo dei cospiratori, ma nel trambusto Kalash rapisce Ched senza che i suoi tre compagni riescano a salvarlo. Setna e Sekhet si mettono in viaggio per sfidare Keku e salvare Ched, ma scoprono da una bambina che questi ha catturato degli ostaggi, compresi i suoi genitori, che saranno liberati soltanto se in cambio gli consegneranno sua figlia Sekhet. Pur consci che sia una trappola, i due si dirigono al borgo delle Tre Acacie, dove si trovano gli ostaggi: grazie a uno stratagemma, i due salvano tutti i prigionieri e sconfiggono e catturano di nuovo Kalash. Poco dopo, Setna si dirige verso il tempio del borgo per contrastare la magia di Keku, ma i siriani corrotti massacrano le guardie e si apprestano ad assalire il luogo; la guida di Setna indebolisce gli invasori, i quali vengono poi sbaragliati prima dall'intervento del feroce leone Massacratore, e poi dal Faraone stesso.
Compiuta anche questa missione, e usufruendo della confessione di Kalash, Setna e Sekhet si dirigono verso la necropoli di Menfi, dove comprendono che il Vaso di Osiride si trova ora nella stessa tomba maledetta dalla quale è uscita a inizio primo libro. Entrando nel laboratorio di Keku, i due affrontano e sconfiggono vari demoni e raggiungono finalmente l'antro di Keku, ora assomigliante a un demone; nella dura lotta di magia che segue, il malvagio mago nero ha la peggio e, conscio della sconfitta, si lascia inghiottire dalle sue stesse fiamme. I due giovani riescono infine a recuperare il vero Vaso di Osiride e a uscire sani e salvi al mondo dei vivi, e il libro (e la tetralogia) si conclude con il popolo di tutto l'Egitto che festeggia la salvezza e la nuova coppia.

## Personaggi
- Setna: secondogenito del Faraone, con l'unico obiettivo di diventare scriba, si innamorerà di Sekhet, ma si ritroverà invischiato in un complotto mortale. Il suo nome attuale, Khaemwaset, "Colui che è apparso in gloria a Tebe", indica un eroe della letteratura romanzesca egizia sotto il nome, appunto, di Setna.
- Sekhet: figlia di Keku, sacerdotessa di Sekhet e considerata una delle donne più belle di Menfi. Detesta i militari (e infatti disprezza le advanches di Ramesse, figlio di Ramses e generale)
- Ched: detto il Salvatore dopo la campagna in Nubia nei primi capitoli, è amico di Setna e Ramesse. Abile generale e soldato, diventerà direttore della Casa delle Armi, e aiuterà, indirettamente o meno, i protagonisti nella loro indagine.
- Il Vecchio: patrigno di Sekhet, discende da una lunga stirpe che alcuni fanno risalire al regno del primo Faraone, Narmer, è molto severo, e adora il vino, tanto che è anche proprietario di una vigna nei dintorni di Menfi, capitale economica dell'Egitto. Dopo la seconda metà del primo libro farà di tutto per proteggere Sekhet, anche perché, nel primissimo capitolo del libro, sarà testimone di un sacrilegio orribile. Stranamente, i suoi vini funzionano come elisir.
- Ramses II: Faraone d'Egitto.
- Ramesse: figlio maggiore primogenito del Faraone Ramses II e di Iset, e ambizioso generale dell'Egitto. Come Setna, anche lui ama Sekhet, e ambisce a sposarla.
- Il Calvo: dignitario della Casa e della Vita e maestro di Setna.
- Sobek: poliziotto egiziano che diverrà il capo della polizia all'inizio del secondo libro.
- Baken: sommo sacerdote di Amon.
- Keku: padre di Sekhet, è ormai prossimo a diventare Ministro dell'Economia, ma dopo la seconda metà del primo libro egli rivelerà il suo vero carattere, malvagio e spietato.
- Resi: poliziotto egizio, che contribuirà alla scoperta del furto del Vaso di Osiride.
- Ugge, Ruti e Nemo: sono i tre compagni di Ched il Salvatore, alti, atletici e molto forti. Ugge ha i capelli rossi, è spesso silenzioso ed è noto per aver fatto strage di ittiti nella famigerata battaglia di Qadesh; Ruti, attaccatissimo ai piaceri della vita, è invero capace di colpire con precisione e senza pietà; Nemo, il lamentoso, ha una passione per le cipolle, ma la sua forza gli consente addirittura di annientare cinque energumeni come lui.

## Edizioni
Romanzi singoli
- Christian Jacq, Il figlio di Ramses - La tomba maledetta, traduzione di Stefania Barontini Conversano, Mantova, Tre60, 14 gennaio 2016,  p. 272, ISBN 978-88-6702-305-9.

- Christian Jacq, Il figlio di Ramses - La tomba maledetta, collana Super TEA, traduzione di Stefania Barontini Conversano, Mantova, TEA, 15 giugno 2017,  p. 262, ISBN 978-8850246441.

- Christian Jacq, Il figlio di Ramses - La tomba maledetta, collana Romanzi storici best seller, traduzione di Stefania Barontini Conversano, Mantova, TEA, 5 aprile 2024,  p. 272, ISBN 9788850268528.

- Christian Jacq, Il figlio di Ramses - Il libro proibito, traduzione di Stefania Barontini Conversano, Mantova, Tre60, 3 marzo 2016,  p. 272, ISBN 978-88-6702-306-6.

- Christian Jacq, Il figlio di Ramses - Il libro proibito, collana Super TEA, traduzione di Stefania Barontini Conversano, Mantova, TEA, 15 giugno 2017,  p. 242, ISBN 978-8850246458.

- Christian Jacq, Il figlio di Ramses - Il libro proibito, collana Romanzi storici best seller, traduzione di Stefania Barontini Conversano, Mantova, TEA, 5 aprile 2024,  p. 256, ISBN 9788850268535.

- Christian Jacq, Il figlio di Ramses - Il ladro di anime, traduzione di Maddalena Togliani, Mantova, Tre60, 19 maggio 2016,  p. 276, ISBN 978-88-6702-327-1.

- Christian Jacq, Il figlio di Ramses - Il ladro di anime, collana Super TEA, traduzione di Maddalena Togliani, Mantova, TEA, 6 luglio 2017,  p. 256, ISBN 978-8850246465.

- Christian Jacq, Il figlio di Ramses - Il ladro di anime, collana Romanzi storici best seller, traduzione di Maddalena Togliani, Mantova, TEA, 5 aprile 2024,  p. 272, ISBN 9788850268542.

- Christian Jacq, Il figlio di Ramses - La città sacra, traduzione di Maddalena Togliani, Mantova, Tre60, 7 luglio 2016,  p. 300, ISBN 978-88-6702-328-8.

- Christian Jacq, Il figlio di Ramses - La città sacra, collana Super TEA, traduzione di Maddalena Togliani, Mantova, TEA, 6 luglio 2017,  p. 256, ISBN 978-8850246472.

- Christian Jacq, Il figlio di Ramses - La città sacra, collana Romanzi storici best seller, traduzione di Maddalena Togliani, Mantova, TEA, 5 aprile 2024,  p. 272, ISBN 9788850268559.

Volume unico
- Christian Jacq, La grande saga di Setna, il figlio di Ramses, traduzione di Stefania Barontini Conversano e Maddalena Togliani, Mantova, Tre60, 17 novembre 2016,  p. 768, ISBN 978-88-6702-410-0.

- Christian Jacq, La grande saga di Setna, il figlio di Ramses, traduzione di Stefania Barontini Conversano e Maddalena Togliani, Mantova, TEA, 23 novembre 2017,  p. 758, ISBN 978-8850248025.